# Премия имени Д. С. Коржинского
Премия имени Д. С. Коржинского — премия, присуждаемая с 1995 года Российской академией наук. Присуждается Отделением геологии, геофизики, геохимии и горных наук за выдающиеся научные работы в области физико-химической петрологии и минералогии.

Премия названа в честь советского геолога, петрографа, одного из основателей физико-химической петрологии и минералогии, а также физической геохимии Д. С. Коржинского.

## Лауреаты премии
- 1995 — Вилен Андреевич Жариков — За учебное пособие «Основы физико-химической петрологии»
- 1998 — Алексей Александрович Маракушев — За серию работ «Космогеологические проблемы петрологии»
- 2001 — Леонид Львович Перчук — За серию работ «Физико-химическая эволюция и геодинамика магматизма и метаморфизма (теория, эксперимент, приложение)»
- 2004 — Георгий Павлович Зарайский — за монографию «Зональность и условия образования метасоматических пород»
- 2007 — Сергей Петрович Кориковский — За серию работ «Проградная и ретроградная эволюция метаморфизма в комплексах различных давлений: парагенетический анализ минеральных равновесий»
- 2010 — Леонид Яковлевич Аранович — За серию работ «Термодинамика многокомпонентных породообразующих минералов и флюидов»
- 2013 — Игорь Дмитриевич Рябчиков — За серию работ под общим названием «Кислородный потенциал магматических систем мантийного источника»
- 2016 — Когарко, Лия Николаевна — за серию работ «Щелочной магматизм Земли: рудообразование, мантийный метасоматоз, геохимия стратегических металлов»
- 2019 — Добрецов, Николай Леонтьевич — за цикл работ «Проблемы фильтрации флюидов и расплавов в зонах субдукции и плюмового магматизма и общие вопросы теплофизического моделирования в геологии"
- 2022 — профессор РАН  Олег Геннадьевич Сафонов — за серию работ «Активность щелочей в процессах преобразования коры и верхней мантии: развитие идей академика Д. С. Коржинского и перспективы».